# Silvano Pravisano
Silvano Pravisano (Udine, 20 gennaio 1925 – Udine, 23 marzo 2020) è stato un calciatore italiano, di ruolo centrocampista.

## Biografia
Centrocampista centrale, giocò tre stagioni in Serie A con la maglia del Genoa.
Diplomatosi all'istituto per geometri e quindi all'ISEF, insegnò educazione fisica in un liceo sino al suo pensionamento. Era sposato e aveva due figli, un maschio e una femmina.

## Palmarès

### Club

#### Competizioni nazionali
- Serie B: 1

Genoa: 1952-1953
- Serie C: 1

Udinese: 1948-1949